# Muspilli (Fernsehserie)
Muspilli ist eine deutsche Miniserie des WDR, die erstmals 2022 ausgestrahlt wurde. In der ARD Mediathek ist die Serie seit dem 23. März 2022 verfügbar, im Fernsehprogramm wurde sie erstmals am 12. Mai 2022 im WDR ausgestrahlt. Die Erstausstrahlung erfolgte in einer Filmfassung, die alle Folgen enthielt.

## Handlung
Die an der bipolaren Störung leidende Fina ist gerade geschieden und möchte unbedingt das Sorgerecht für ihre fünfjährige Tochter zurückerhalten. Bei einem durch eine Freundin eingefädelten Blind Date in Finas Wohnung lernt sie den Forscher Ove kennen, der sich selbst als Verschwörungstheoretiker bezeichnet. Ove fürchtet durch eine Bemerkung Finas zunächst, dass sie ihm Menschenfleisch aufgetischt hat, dann rammt er ihr durch ein Missgeschick ein Messer in den Bauch. Fina hat jedoch eine Menge Glück, denn es wurden keine Organe verletzt. Da sie der misstrauischen Polizei jederzeit erzählen könnte, es wäre kein Unfall gewesen, hat sie Ove quasi in der Hand. Sie fasst den Plan, mit Ove dem Jugendamt eine gut funktionierende Beziehung vorzuspielen, damit sie ihrem Ziel des Sorgerechts näherkommt. Doch die Umsetzung ist leichter gedacht als getan.

## Produktionsnotizen
Die Serie wurde vom 26. Juli 2021 bis zum 21. August 2021 in Hamburg gedreht.
Das Wort Muspilli bezeichnet eine althochdeutsche Dichtung aus dem 9. Jahrhundert, in der vom Weltuntergang erzählt wird.

## Folgenübersicht
| Folge   | Name          | Erstausstrahlung |
| ------- | ------------- | ---------------- |
| S01/E01 | Das Schnitzel | 23. März 2022    |
| S01/E02 | Verlobung     | 23. März 2022    |
| S01/E03 | Der Plan      | 23. März 2022    |
| S01/E04 | Alles Scheiße | 23. März 2022    |
| S01/E05 | Der Held      | 23. März 2022    |
| S01/E06 | Das Tonband   | 23. März 2022    |
| S01/E07 | Der Deal      | 23. März 2022    |
| S01/E08 | Die Hochzeit  | 23. März 2022    |